# Robert Bruce av Annandale
Robert Bruce, född omkring 1210, död 31 mars 1295, var en skotsk tronpretendent, farfar till Robert I av Skottland.
Bruce, som var lord av Annandale i Skottland och innehavare av stora besittningar i England, uppträdde 1290, efter att Alexander III:s arvinge, Margareta, känd som the Maid of Norway, hade dött på vägen till sitt rike, som John Balliols medtävlare om skotska tronen. Edvard I av England avgjorde emellertid 1292 tvisten till Balliols förmån.